# Juneyao Air
Juneyao Air (in Cinese 吉祥航空; pinyin: Jíxiáng Hángkōng), già nota come Juneyao Airlines, è una compagnia aerea cinese che ha base a Shanghai.
Compagnia aerea privata, serve voli domestici dagli aeroporti Hongqiao e Pudong di Shanghai. La compagnia aerea è stata fondata nel giugno del 2005 e ha iniziato a operare il 18 settembre 2006.

## Destinazioni

### Accordi commerciali
Al 2022, Juneyao Air ha accordi di code-share con:
- Air China[1]
- All Nippon Airways[2]
- China Eastern Airlines[1]
- EVA Air[3]
- Finnair[4]
- Shenzhen Airlines[5]

## Flotta

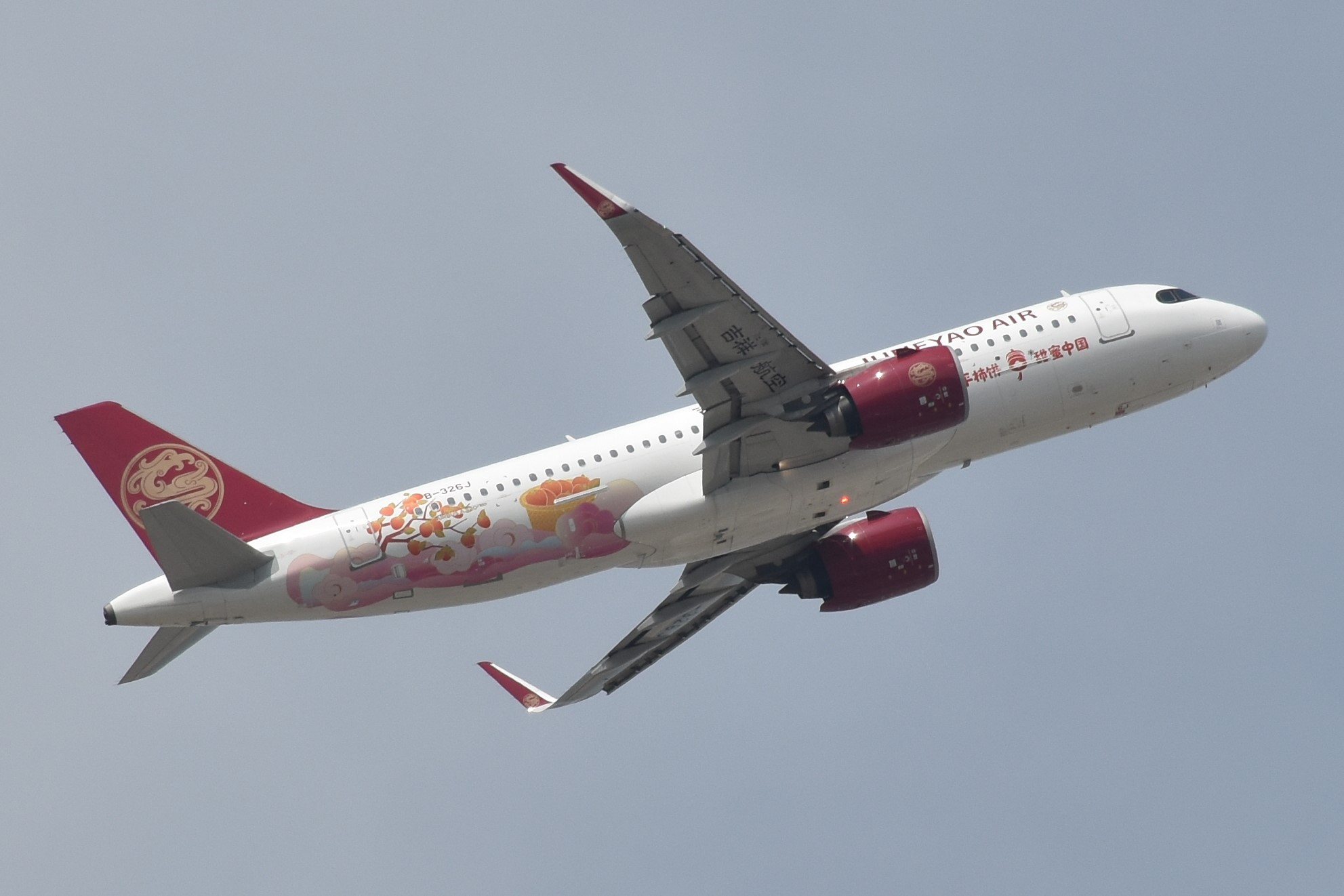
Un Airbus A320neo.

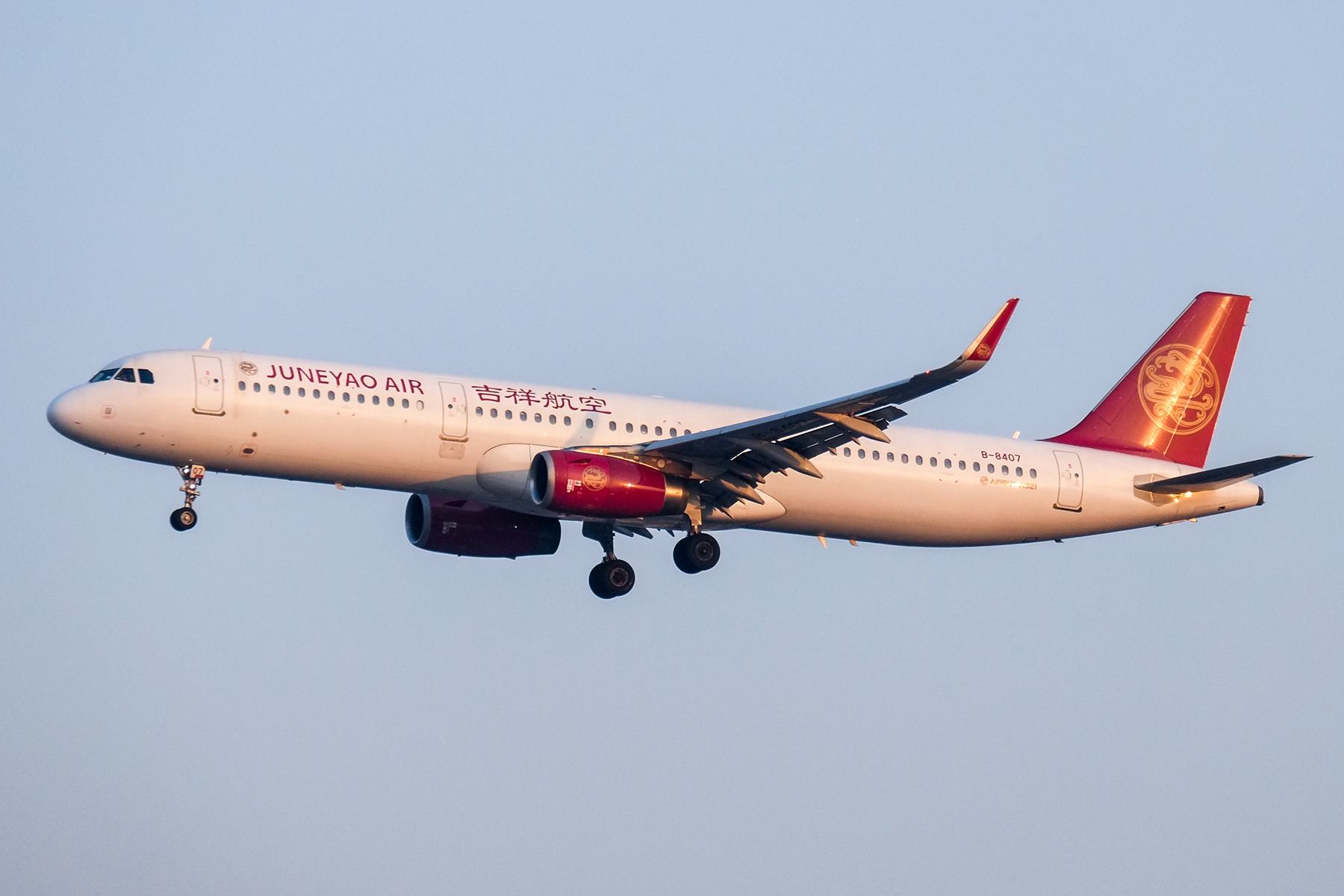
Un Airbus A321-200.

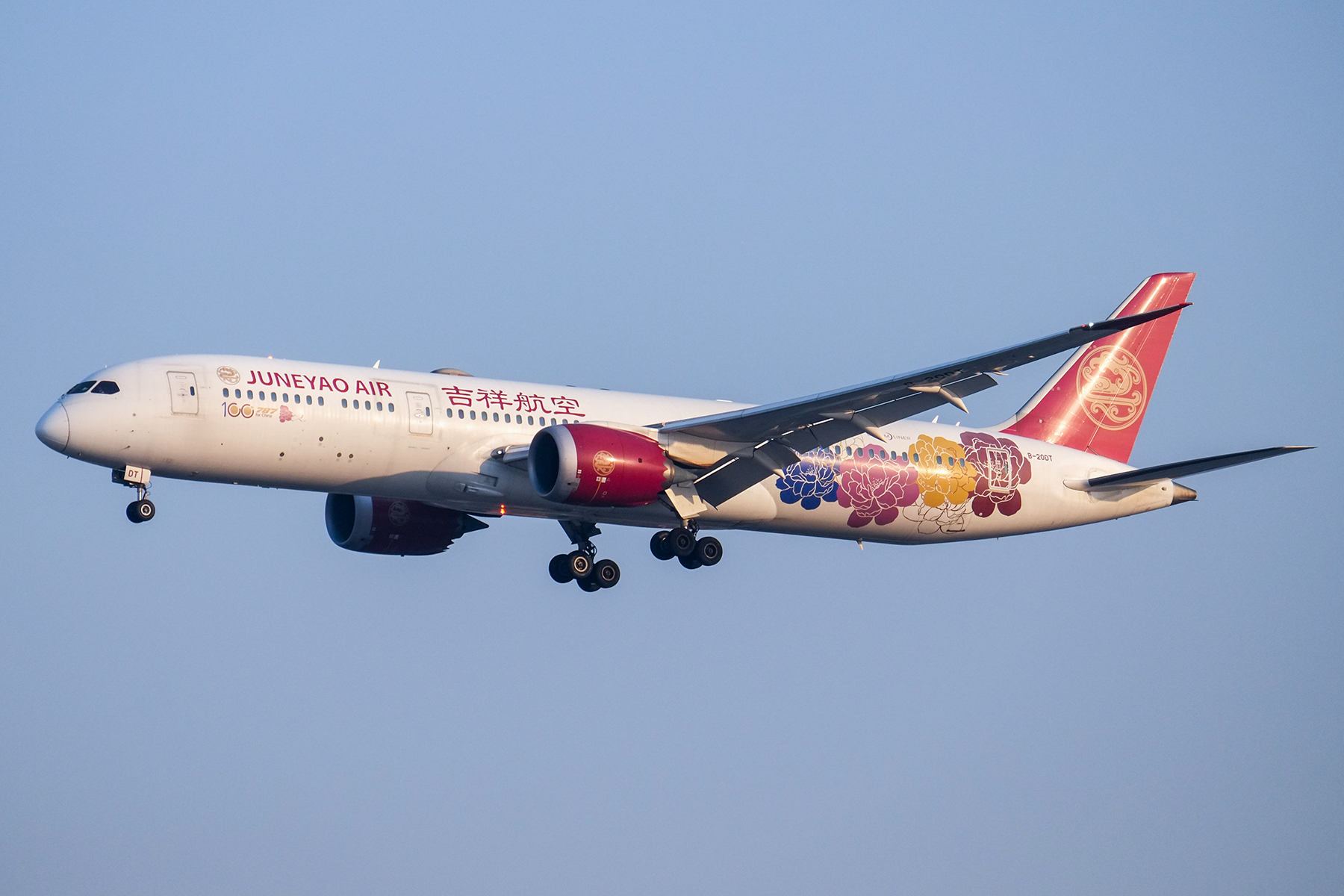
Un Boeing 787-9.

Ad agosto 2024 la flotta di Juneyao Airlines è così composta: